# Renzo Eligio Filippi
Renzo Eligio Filippi (ur. 18 września 1935 w Portogruaro, zm. 3 czerwca 2001) – włoski polityk, samorządowiec i menedżer, poseł do Parlamentu Europejskiego I kadencji.

## Życiorys
Zaangażował się w działalność polityczną w ramach Chrześcijańskiej Demokracji. W latach 1971–1976 i 1976–1981 zasiadał w radzie miejskiej Rzymu, od 1974 do 1976 pozostawał też asesorem ds. kultury we władzach stolicy. Był później dyrektorem departamentu w urzędzie miejskim, dyrektorem spółki komunikacyjnej Atac oraz wiceszefem przedsiębiorstwa Itacable. Został też m.in. autorem wstępów i współautorem książek dotyczących historii. W 1979 uzyskał mandat posła do Parlamentu Europejskiego, przystąpił do Europejskiej Partii Ludowej, należał do Komisji ds. Kontroli Budżetu oraz  Komisji ds. Stosunków Gospodarczych z Zagranicą.